# Liste des évêques et archevêques de Pise

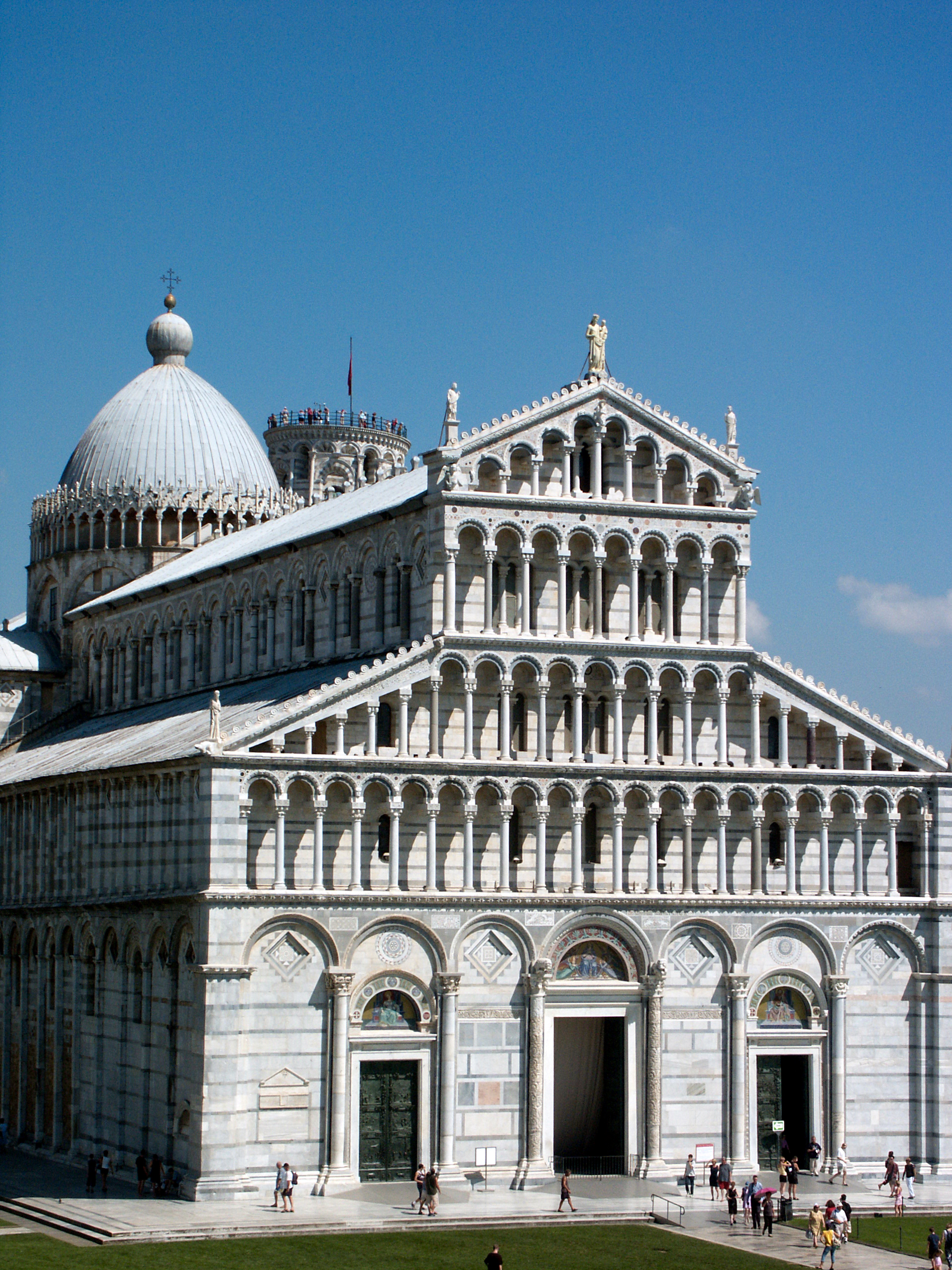
La Cathédrale Notre-Dame de l'Assomption de Pise

## Liste des évêques, puis archevêques de Pise

### Empire romain
- Gaudentius (313)
- Saint Senieur (410)

### Haut Moyen Âge
- Jean (493)
- ? (556)
- Alexandre (648)
- Maurianus (680)
- Andrea (754–768)
- ? † (774)
- Zenobio (954)
- Alberico (970–985)

### Moyen Âge
- Oppizo (1039)
- Guido (1076)
- Landulfus (1077-1079)
- Gérard (1080)

- Daimbert (1085–1099), premier archevêque
- Pietro Moriconi (1105–1119)
- Ruggero (1123–1132)
- Uberto Lanfranchi (1132–1137)
- Baudouin (1137–1145)
- cardinal Villano Gaetani (1145)
- Villanus Villani (1146–1175)
- Ubaldo Lanfranchi (1176–1208)
- Lotario Rosari (1208–1216)
- Vitale (1217–1253)
- Federico Visconti (1254–1277)
- Ruggieri degli Ubaldini (1278–1295)
- Teodorico Ranieri (1295–1299)
- Jean de Polo (Giovanni de Polo) (1299–1312)
- Otto de Sala (1312–1323)
- Simone Saltorelli (1323–1342)
- Dino di Radicofani (1342–1348)
- Giovanni Scarlatti (1348–1362)
- Francesco Pucci (1362–…)
- Francesco Moricotti Prignani (1363–1378)
- Barnaba Malaspina (1380)
- Lotto Gambacorta (1381–1394)
- Giovanni Gabrielli (1394–1400)
- Ludovico Boniti (1400–1406)
- Alamanno Adimari (1406–1411)
- Pietro Ricci (1411–1417)
- Giuliano Ricci (1418–1461)

### Renaissance
- Filippo de’ Medici (1462–1474)
- Francesco Salviati Riario (1475–1478)
- Raffaele Riario (1479–1499)
- Cesare Riario (1499–1518)
- Onofrio Bartolini de' Medici (1519–1555)
- Scipione Rebiba (1556–1560)
- Giovanni de’ Medici (1560–1562)
- Angelo Niccolini (1564–1567)
- Giovanni Ricci (1567–1574)
- Pietro Giacomo Borbone (it) (1574–1575)
- Ludovico Antinori (1575–1576)
- Bartolomeo Giugni (1576–1577)
- Matteo Rinuccini (1577–1582)
- Carlo Antonio Dal Pozzo (1582–1607)

### XVIIesiècle
- Sallustio Tarugi (1607–1613)
- Francesco Bonciani (1613–1619)
- Giuliano de’ Medici (1620–1636)
- Scipione Pannocchieschi d’Elci  (1636–1663)
- Francesco Pannocchieschi (1663–1702)

### XVIIIesiècle
- Francesco Frosini (it) (1702–1733)
- Francesco Guidi (1734–1778)
- Angiolo Franceschi (1778–1806)

### XIXesiècle
- Ranieri Alliata (it) (1806–1836)
- Giovanni Battista Parretti (it) (1839–1851)
- Cosimo Corsi (1853–1870)
- Paolo Micallef (1871–1883)
- Ferdinando Capponi (it) (1883–1903)

### XXesiècle
- Pietro Maffi (1903–1931)
- Gabriele Vettori (it) (1932–1947)
- Ugo Camozzo (it) (1948–1970)
- Benvenuto Matteucci (it) (1971–1986)
- Alessandro Plotti (it) (1986–2008)

### XXIesiècle
- Giovanni Paolo Benotto (it) (2008-2025)
- Saverio Cannistrà (it), O.C.D. (à partir de 2025)